# Оптометрия
Оптометрията (от гръцки: οψις – „зрение“ и μέτρον – „измерване“) е една от трите специалности, заедно с офталмологията и очната оптика, посветена на здравните грижи за човешкото зрение (очи, зрителна система и зрително възприятие). Оптометристът може да:
- диагностицира здравословното състояние на очите. При установяване на необходимост от лечение, оптометристът насочва пациента към офталмолог;
- определи зрителния статус;
- определи средствата и начините за корекция на понижена зрителна острота и други дефекти на зрението.

В някои страни (например САЩ) оптометристите, освен диагностициране са оторизирани да провеждат и лечение на някои очни заболявания.

## Същност и значение
Огромната част от информацията за околния свят човек получава чрез своето зрение. Липсата на зрение или недостатъчната му острота оказват въздействие върху психиката, имат икономически и социален ефект. В много случаи отслабналото зрение на индивида може да пречи той да практикува професията, в която допреди е имал успехи. Влошеното и не добре коригирано зрение предизвикват много по-голям дискомфорт при изпълнение на ежедневните дейности, отколкото някои сериозни заболявания. Намалената зрителна острота най-често не е причинена от заболяване, а от състояние на окото, като миопия (късогледство), астигматизъм, пресбиопия (възрастово далекогледство) и не подлежат на лечение, а на корекция с различни средства – корекционни очила, контактни лещи и др. Съществува и хирургическа корекция на миопия и астигматизъм, която се смята за част от естетичната хирургия. В някои случаи влошеното зрение е свързано със заболявания като диабет, миастения гравис, атеросклероза, глаукома, катаракта и др., които са обект на лечение от лекари със съответните специалности.
През 20 век все по-често възниква необходимост от корекция на зрението, и професията на оптометриста става все по-важна. От една страна, продължителността на живота нараства и съответно населението застарява. Същевременно възрастните хора остават активни все по-дълго, увеличава се броят на пресбиопите, нуждаещи се от точна диагностика и корекция. От друга страна, от най-ранна възраст начинът на живот предполага все по-голямо натоварване на зрението на близко разстояние – четене, монитори – вследствие на което се появяват оплаквания и необходимост от корекция дори на незначителен астигматизъм. Съществена е и нуждата от предпазване на очите от различните източници на вредна светлина, естествени и изкуствени.
Оптометристите са специалистите, които изучават не само физиологията на окото и зрението, но и редица физически дисциплини, така че да имат необходимите знания за природата на светлината, за оптичните материали и техните свойства, средствата и апаратите за рефракция, корекция и предпазване на зрението.

## История и развитие
Историята на оптометрията е свързана с развитието на
- Науките, имащи отношение към устройството на окото и функциониране на зрението (медицина, биология, биохимия, неврология, психология и др.);
- Приложните и теоретичните дялове на физиката, изучаващи природата на светлината, явленията и материалите, свързани с нея;
- Технологичните постижения в областта на оптичните устройства и инструменти, техниките за получаване и обработка на изображения;
- Други професии, свързани с грижа за здравето.

Терминът „оптометрист“ е предложен от Ландолт през 1886 г. Преди това, през 19 век се осъществява разделянето на професията оптик на два клона – изработващи и рефракциониращи оптици. Последните започват да се наричат оптометристи. Първите школи по оптометрия са основани между 1850 г. и 1900 г. в САЩ и Великобритания.

## Оптометрията по страни
Във Великобритания оптометристите учат 3 или 4 години в университет и получават степен бакалавър, след което преминават минимум едногодишна практика под контрола на квалифициран ръководител, включваща няколко атестации и заключителен изпит. След завършване на това образование получават правото да бъдат членове на Колежа на оптометристите и да бъдат регистрирани като оптометристи в Главния оптически съвет. Оптометристите, продължаващи обучението си, могат да получат тясна специалност: педиатрична оптометрия, гериатрична оптометрия, слабо зрящи, специални контактни лещи и др. По данни на Колежа на оптометристите във Великобритания работят около 1400 офталмолози, 10 400 оптометристи и 5300 оптици-техници .
Поради съществуващите различия в наложилите се практики, в Европейския съюз се работи за унифициране на образованието по Оптометрия и на професията . Създадена е Асоциация на европейските университети и колежи по оптометрия (AESCO), която работи за въвеждане на стандарти за образователните програми и практиките по оптометрия.

## В България
В България през 1991 г. е проведен еднократен двегодишен курс държавна поръчка по оптометрия в Медицински колеж „Й. Филаретова“. В СУ „Кл. Охридски“ от 2010 г. съществува двегодишна магистърска програма по Оптометрия, съобразена с Европейските стандарти на AESCO . От 2011 г. стартира и четиригодишна бакалавърска специалност „Оптометрия“. Сред изучаваните теоретични и практически курсове са: оптика, фотометрия, колориметрия, биофизика, биохимия, физиология (обща, на окото и на зрението), дефекти на зрението, патология на зрението, клинична рефракция, контактни лещи и др. . Професионалната асоциация на българските оптометристи и оптици НАБОО , учредена през 1998 г., от 2000 г. е член на Европейския съюз по Оптика и Оптометрия .